# Russkaja Mysl
Russkaja Mysl (russisch Русская мысль, „Russischer Gedanke“) ist die älteste noch existierende russischsprachige Publikation in der europäischen Diaspora. Die 1880 in Moskau gegründete und 1947 nach Paris „emigrierte“ Wochenzeitung bezeichnet sich heute als paneuropäisches Magazin zur Erhaltung und Festigung der russischen Diaspora in Westeuropa.

## Geschichte
Russkaja Mysl wurde 1880 in Moskau gegründet und war ursprünglich die Monatsschrift der russischen liberalen Volkstümler. Nach der Revolution von 1905 wurde die Zeitschrift zu einem Organ der Kadettenpartei und erschien unter der Redaktion von Pjotr Struwe. 1918 wurde die Zeitschrift von der neuen bolschewistischen Staatsmacht geschlossen und erschien von da an bis 1927 in Sofia, Prag und später in Paris.
Ab 1947 wurde Russkaja Mysl wieder in Paris herausgegeben. Dort galt die Zeitschrift lange als wichtiges Sprachrohr der russischen Intelligenzija in der Diaspora. Russkaja Mysl hat heute rund 50.000 Abonnenten in 40 Ländern und bezeichnet sich als paneuropäisches Magazin zur Erhaltung und Festigung der russischen Diaspora in Westeuropa.

## Redaktion
Zu den bekanntesten Autoren von Russkaja Mysl gehörten in den 1940er bis 1970er Jahren Iwan Bunin, Boris Saizew, Sergej Dowlatow und Wiktor Nekrassow.
Lange Zeit leiteten zwei Frauen die Redaktion von Russkaja Mysl: Von 1970 bis 1980 Prinzessin Sinaida Schachowskaja (russisch Зинаида Шаховская) und 1980 bis 2000 Irina Ilowaiskaja-Alberti (russisch Ирина Альберти), die Enkelin von Lew Tolstoi und persönliche Sekretärin von Alexander Solschenizyn in Vermont.
Seit 2002 ist Andrei Gulzjew (russisch Андрей Владимирович Гульцев) Herausgeber, seit 2005 leitet Chefredakteur Wiktor Lupan (russisch Виктор Лупан) die Redaktion.